# Iodes
Iodes est un genre de plantes de la famille des Icacinaceae dans la classification phylogénétique. 
Genre
Synonymes
- Ioedes Blume[2]
- Polyporandra Becc.[2]

## Liste d'espèces
Selon BioLib (24 juillet 2017) :
- Iodes balansae Gagnepain
- Iodes cirrhosa Turczaninow
- Iodes seguinii (H. Léveillé) Rehder
- Iodes vitiginea (Hance) Hemsley

Selon Catalogue of Life (24 juillet 2017) :
- Iodes africana Welw. ex Oliver
- Iodes balansae Gagnep.
- Iodes cirrhosa Turcz.
- Iodes globulifera H. Perrier
- Iodes kamerunensis Engl.
- Iodes klaineana Pierre
- Iodes liberica Stapf
- Iodes madagascariensis Baill.
- Iodes nectarifera H. Perrier
- Iodes ovalis Bl.
- Iodes perrieri Sleum.
- Iodes philippinensis Merr.
- Iodes pierlotii Boutique
- Iodes reticulata King
- Iodes scandens (Becc.) Utteridge & Byng
- Iodes seguinii (Leveille) Rehder
- Iodes seretii (De Wild.) Boutique
- Iodes usambarensis Sleum.
- Iodes velutina King
- Iodes vitiginea (Hance) Hance
- Iodes yangambiensis J. Louis ex Boutique
- Iodes yatesii Merr.

Selon NCBI (24 juillet 2017) :
- Iodes cirrhosa
- Iodes hookeriana
- Iodes klaineana
- Iodes liberica
- Iodes perrieri
- Iodes scandens
- Iodes seretii
- Iodes vitiginea

Selon The Plant List (24 juillet 2017) :
- Iodes africana Welw. ex Oliv.
- Iodes cirrhosa Turcz.
- Iodes kamerunensis Engl.
- Iodes klaineana Pierre
- Iodes liberica Stapf
- Iodes madagascariensis Baill.
- Iodes ovalis Blume
- Iodes philippinensis Merr.
- Iodes reticulata King
- Iodes seguinii (H.Lév.) Rehder
- Iodes seretii (De Wild.) Boutique
- Iodes velutina King
- Iodes vitiginea (Hance) Hance
- Iodes yangambiensis Louis ex Boutique
- Iodes yatesii Merr.

Selon Tropicos (24 juillet 2017) (Attention liste brute contenant possiblement des synonymes) :
- Iodes africana Welw. ex Oliv.
- Iodes balansae Gagnep.
- Iodes cirrhosa Turcz.
- Iodes globulifera H. Perrier
- Iodes hookeriana Baill.
- Iodes kamerunensis Engl.
- Iodes klaineana Pierre
- Iodes laurentii De Wild.
- Iodes liberica Stapf
- Iodes madagascariensis Baill.
- Iodes nectarifera H. Perrier
- Iodes oblonga Planch. ex Mast.
- Iodes ovalis Blume
- Iodes perrieri Sleumer
- Iodes philippinensis Merr.
- Iodes rugosa Gagnep.
- Iodes seguinii (H. Lév.) Rehder
- Iodes talbotii Baker f. ex Hutch. & Dalziel
- Iodes usambarensis Sleumer
- Iodes vitigenea (Hance) Hance
- Iodes vitiginea (Hance) Hemsl.

Selon World Register of Marine Species (24 juillet 2017) :
- Janthina chavani (Ludbrook, 1978) †
- Janthina exigua Lamarck, 1816
- Janthina globosa Swainson, 1822
- Janthina janthina (Linnaeus, 1758)
- Janthina pallida W. Thompson, 1840
- Janthina typica (Bronn, 1861) †
- Janthina umbilicata d'Orbigny, 1840